# Sterling (Massachusetts)
Sterling é uma vila localizada no condado de Worcester no estado estadounidense de Massachusetts. No Censo de 2010 tinha uma população de 7.808 habitantes e uma densidade populacional de 95,1 pessoas por km².

## Geografia
Sterling encontra-se localizado nas coordenadas 42° 26′ 53″ N, 71° 46′ 34″ O. Segundo o Departamento do Censo dos Estados Unidos, Sterling tem uma superfície total de 82.11 km², da qual 79.34 km² correspondem a terra firme e (3.36%) 2.76 km² é água.

## Demografia
Segundo o censo de 2010, tinha 7.808 pessoas residindo em Sterling. A densidade populacional era de 95,1 hab./km². Dos 7.808 habitantes, Sterling estava composto pelo 96.96% brancos, o 0.7% eram afroamericanos, o 0.18% eram amerindios, o 0.87% eram asiáticos, o 0.06% eram insulares do Pacífico, o 0.29% eram de outras raças e o 0.92% pertenciam a duas ou mais raças. Do total da população o 2.02% eram hispanos ou latinos de qualquer raça.